# 馬利尼夫卡 (戈夏區)
50°40′7″N 26°40′46″E / 50.66861°N 26.67944°E
馬利尼夫卡（烏克蘭語：Малинівка），是烏克蘭西北部的村莊，隸屬里夫內州的里夫內區。該村始建於1577年，面積11.1平方公里，海拔高度235米，2001年人口713，人口密度每平方公里64人。